# أنتوني ألين (لاعب كريكت)
أنتوني ألين (22 ديسمبر 1912 في المملكة المتحدة - 21 ديسمبر 2003) (بالإنجليزية: Antony Allen)‏ هو لاعب كريكت بريطاني (وحمل سابقاً جنسية المملكة المتحدة لبريطانيا العظمى وأيرلندا). شارك مع منتخب إنجلترا للكريكت.

## وصلات خارجية
- أنتوني ألين على موقع إي آس بي آن كريك إنفو (الإنجليزية)